# Valdemar Poulsen
Valdemar Poulsen (23. listopadu 1869 Kodaň – 23. července 1942 Gentofte) byl dánský inženýr a vynálezce. V roce 1898 vyvinul první metodu magnetického zápisu, kde byl zvuk zapisován na kovový drát. Svůj přístroj, někdy označovaný za první magnetofon, nazval telegrafon. Se svým asistentem Pederem Olufem Pedersenem později vyvinul další magnetické záznamníky, v nichž drát byl nahrazen ocelovou páskou nebo diskem. Žádné z těchto zařízení nemělo zesilovač, nicméně signál byl dostatečně silný, aby byl slyšet ve sluchátkách. Na světové výstavě v Paříži v roce 1900 za pomoci tohoto zařízení se mu podařilo zaznamenat hlas rakouského císaře Františka Josefa I. Jde o nejstarší dochovaný magnetický zvukový záznam na světě. V roce 1903 pak vyvinul první rádiový vysílač s kontinuální vlnou, obloukový vysílač Poulsen, který se v některých radiových stanicích používal až do 20. let 20. století, než byl vytlačen elektronkami.